# Gruppo Musicale 'Anawîm
Il Gruppo Musicale 'Anawîm, conosciuto anche come Gli 'Anawîm, sono stati un complesso italiano, attivo dal 1974 al 1980.

## Storia
Il gruppo si è formato a Milano per volere del musicista e compositore Luciano Scaglianti, nonché direttore del complesso, e dei cantanti Francesco Roda e Gian Luigi Marseglia, che già dal 1971 collaboravano col maestro.
Il gruppo è autore di alcuni album che si caratterizzano per l'insieme di svariati generi che vanno dalla semplice canzone leggera o spiritual, alla musica contemporanea d'avanguardia, beat, psichedelica, rock, folk, classica e medievale. Caratteristiche del complesso sono alcune lunghe suite che sfiorano sonorità progressive.
I testi e le musiche sono state scritte da Luciano Scaglianti. Per le musiche, Luciano Scaglianti talvolta si rivolgeva ad alcuni componenti del complesso. Fa eccezione l'album Cammina con noi, dove le musiche sono tratte da canzoni folk e con testi adattati in italiano da Scaglianti.
Il complesso veniva seguito anche dal maestro Antonio Fant, padre salesiano, che in sala d'incisione si occupava dell'assistenza musicale, e che revisionava le partiture prima della pubblicazione.
Il gruppo ha terminato l'attività nel 1980, con l'ultimo album Kérigma - L'uomo davanti alla parola, quando la musica contemporanea di ispirazione cristiana era ormai già considerata sorpassata.

## Formazione

### 1974
- Francesco Roda, basso e voce
- Luciano Scaglianti, tastiere e clavietta
- Franco Damiano, chitarra elettrica e classica
- Pino Marchetti, effetti ritmici
- Carlo Sola, percussioni
- Gian Luigi Marseglia, chitarra dodici corde e voce
- Liliana Bancolini, voce
- Monica Scupelli, voce

### 1976
- Francesco Roda, basso, chitarra classica, elettrica e voce
- Franco Damiano, chitarra dodici corde e elettrica
- Pino Marchetti, percussioni
- Luciano Scaglianti, tastiere
- Luigi Lacchini, armonica
- Gianluigi Marseglia, chitarra dodici corde e voce
- Liliana Bancolini, voce
- Monica Scupelli, voce

### 1978 (AlbumNotte più chiara del giorno)
- Francesco Roda, basso, chitarra classica e voce
- Massimo Mariani, chitarra classica
- Franco Damiano, chitarra dodici corde e elettrica
- Pino Marchetti, percussioni
- Luciano Scaglianti, tastiere
- Carlo Pessina, flauto
- Dario Soresina, flauto
- Francesco Bernichi, tromba
- Luigi Lacchini, armonica
- Gianluigi Marseglia, chitarra dodici corde e voce
- Liliana Bancolini, voce
- Monica Scupelli, voce
- Agostino De Berti, lettore

### 1978 (AlbumCammina con noi)
- Francesco Roda, basso, chitarra classica e voce
- Massimo Mariani, chitarra classica e banjo
- Franco Damiano, chitarra dodici corde e elettrica
- Pino Marchetti, percussioni
- Luigi Lacchini, armonica
- Gianluigi Marseglia, chitarra dodici corde e voce
- Liliana Bancolini, voce
- Monica Scupelli, voce

### 1979
- Francesco Roda, basso, chitarra, violoncello e voce
- Luciano Scaglianti, organo, pianoforte e clavietta
- Pino Marchetti, percussioni
- Luigi Lacchini, armonica
- Gianluigi Marseglia, chitarra e voce
- Liliana Bancolini, voce
- Monica Scupelli, voce
- Agostino De Berti, voce narrante
- Franco Tangari, oboe

### 1980
- Francesco Roda, basso, chitarra, violoncello e voce
- Luciano Scaglianti, organo, pianoforte e fisarmonica
- Pino Marchetti, percussioni
- Luigi Lacchini, armonica
- Gianluigi Marseglia, chitarra e voce
- Liliana Bancolini, voce
- Ferdinando Nebuloni, clarinetto e sassofono
- Agostino De Berti, voce narrante
- Franco Tangari, oboe

## Discografia

### Album
- 1974 - Un volto d'uomo (LDC, 33/5 - serie Canti per la preghiera dei giovani)
- 1974 - Andiamo a Betlemme... (LDC, 33/7 - serie Canti per la preghiera dei giovani)
- 1976 - Vedo un giorno nuovo (LDC, 33/11 - serie Canti per la preghiera dei giovani)
- 1978 - Cammina con noi (LDC, 73401 - serie Canti per gruppi giovanili)
- 1978 - Notte più chiara del giorno (LDC, 73314 - serie Canti per la preghiera dei giovani)
- 1979 - Donna de paradiso (LDC, 73317 - serie Canti per la preghiera dei giovani)
- 1980 - Kérigma - L'uomo davanti alla parola (LDC, 73318)